# Erik de Laval
Erik Patrik Honoré de Laval, född 28 april 1888, död 9 november 1973, var en svensk modern femkampare och fäktare. Han blev olympisk silvermedaljör i modern femkamp i Antwerpen 1920. Han deltog även i olympiska spelen i Stockholm 1912, där han även tävlade i såväl värjfäktning som modern femkamp, dock utan att nå någon mera framskjuten placering. Han var som sina bröder Georg och Patrik en utmärkt allround idrottare.
de Laval blev underlöjtnant vid Svea artilleriregemente 1909, kapten vid generalstaben 1923, major där 1931, överstelöjtnant där 1935, vid Norrlands artilleriregemente 1937, överste 1941. Han var militärattaché i Warszawa 1933–1937 och 1939, chef för B-avdelningen vid svenska beskickningen i Berlin 1941–1942 och i Washington 1942–1946. de Laval invaldes som ledamot av Krigsvetenskapsakademien 1958. Han blev riddare av Svärdsorden 1930  och av Vasaorden 1938.